# نیمان مارکوس

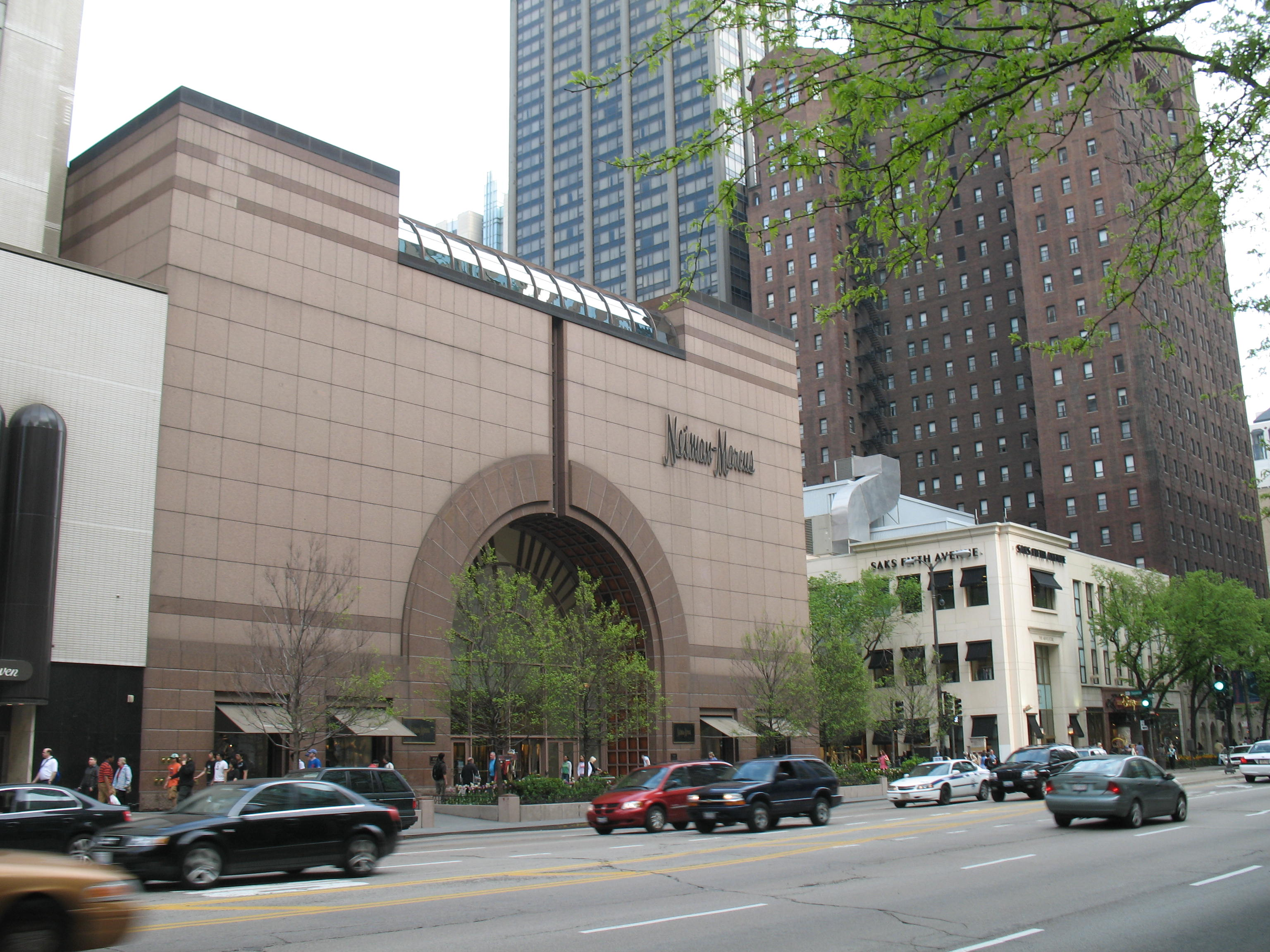
یکی از شعبات این شرکت.

نیمان مارکوس (به انگلیسی: Neiman Marcus) از فروشگاه‌های معروف کالاهای لوکس آمریکایی می‌باشد. مرکز این شرکت در شهر دالاس در تگزاس است.